# Ocell sastre encaputxat
L'ocell sastre encaputxat (Phyllergates heterolaemus) és una espècie d'ocell de la família dels cètids (Cettiidae). És endèmic de les Filipines. Els seus hàbitats principals són els boscos tropicals i subtropicals de frondoses humits de les terres baixes i de l'estatge montà i les àrees forestals fortament degradades. El seu estat de conservació es considera de risc mínim.